# Rockpalast

Logo van Rockpalast

Rockpalast is een Duits muziekprogramma van de Westdeutscher Rundfunk (WDR) dat live-concerten uitzendt. Het programma werd bedacht en geproduceerd door muziekjournalist Peter Rüchel (1937-2019). De herkenningsmelodie is Believe in Me van The J. Geils Band uit 1975.

## Geschiedenis

### 1974-1986

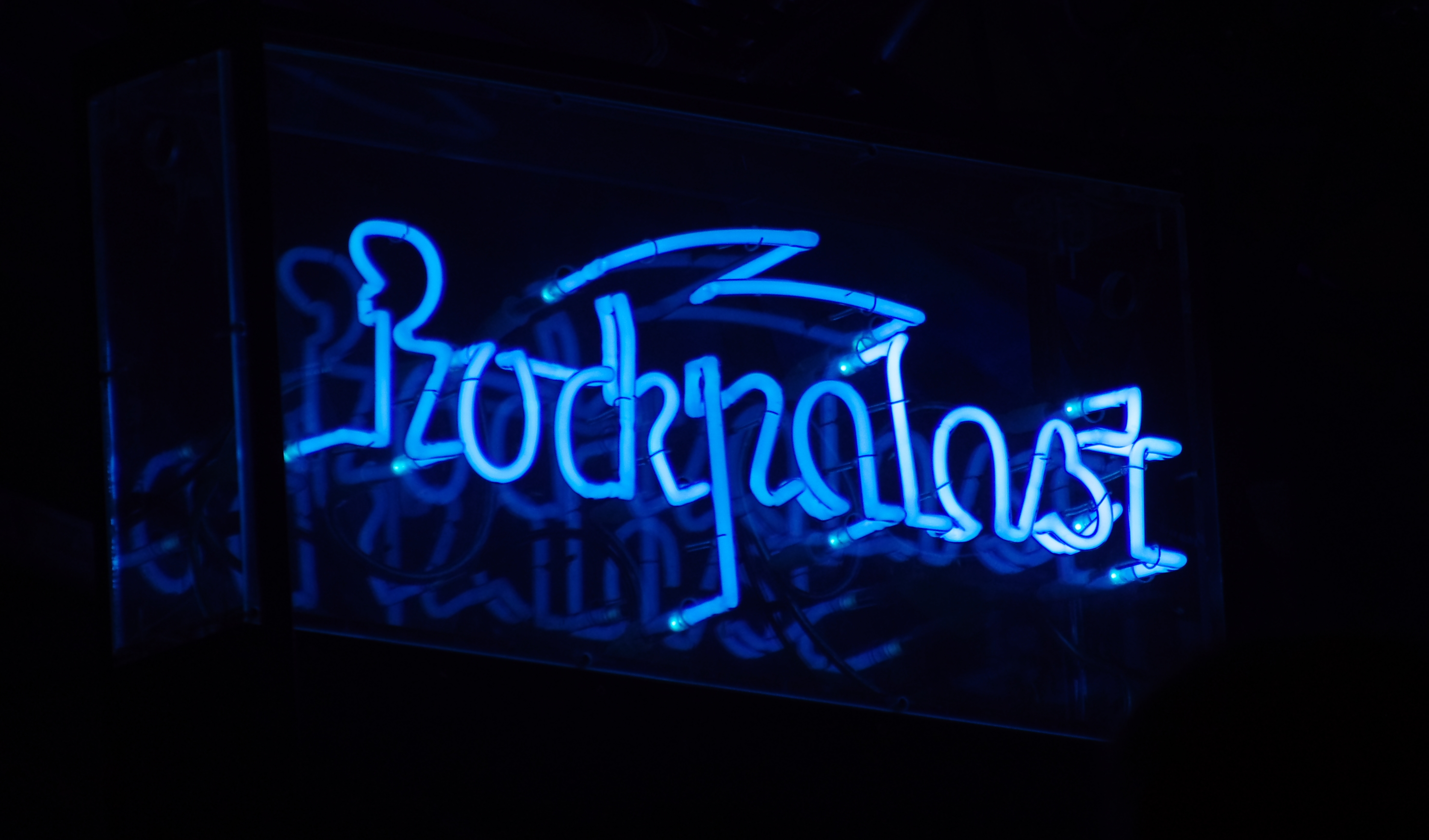
Logo van Rockpalast in neonletters

De eerste Rockpalastconcerten werden opgenomen in 1974, destijds nog vanuit de studio, later op locatie, waarbij ook complete festivals werden verslagen. De halfjaarlijkse Rockpalast Nacht die live werd uitgezonden vanuit de Grugahalle in Essen diende in Nederland als voorbeeld voor de Rocknachten van omroep Veronica tussen 1982 en 1985. De concerten werden meestal aangekondigd door Alan Bangs en Albrecht Metzger; laatstgenoemde zei steevast "German Television proudly presents – Liebe Freunde, heute zu Gast bei uns im Rockpalast: …"
Na mei 1986 werd Rockpalast vervangen door Rocklive dat tussen 1990 en 1994 uitzond.

### 1995-heden

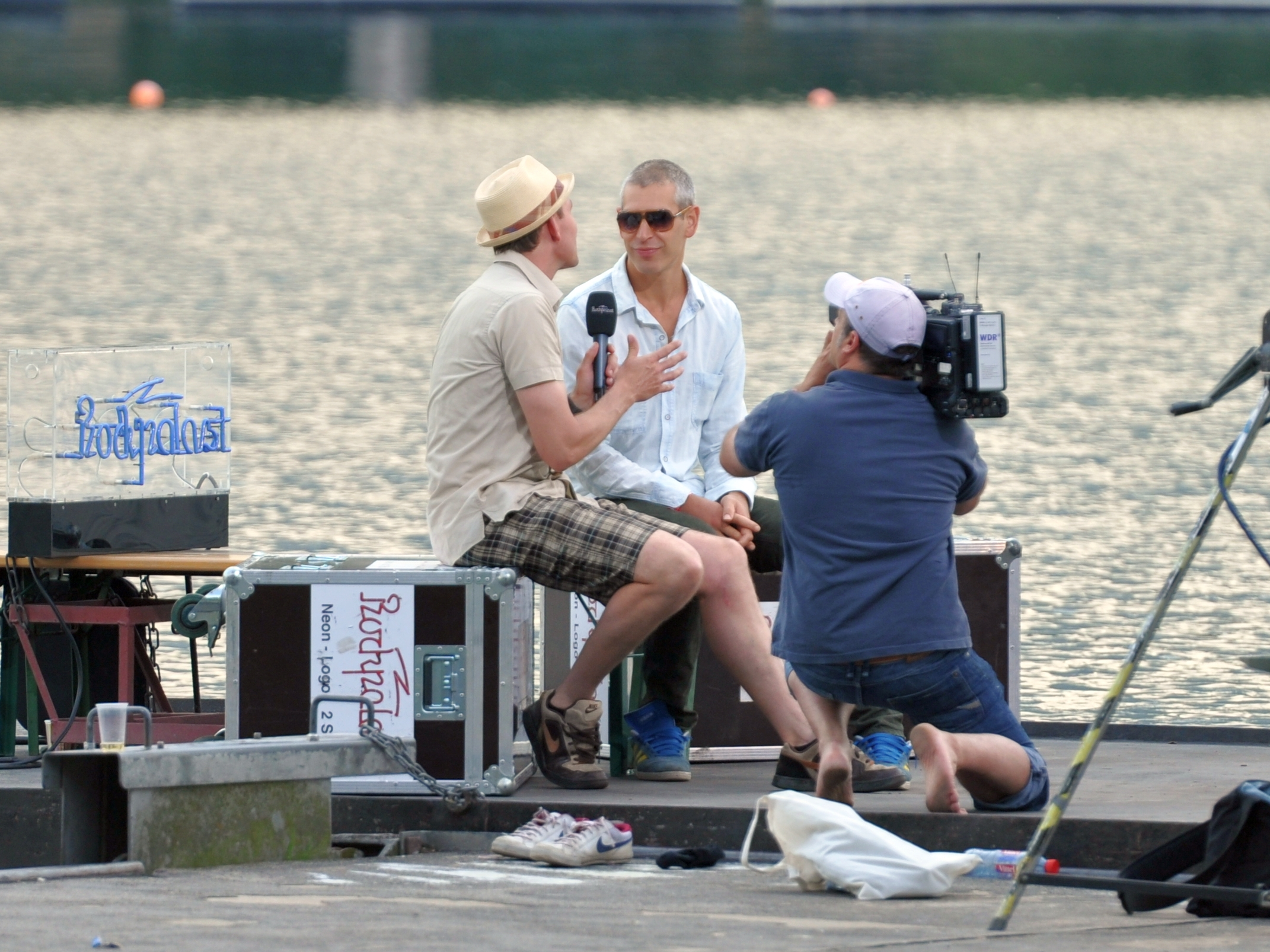
De ploeg van Rockpalast interviewt Matisyahu vlak voor zijn optreden op Summerjam in 2013

Medio 1995 keerde Rockpalast terug. In de beginjaren van de comeback werd het Bizarre Festival gesponsord.
In de jaren 00 werd de spin-off Rockpalast Bootleg uitgezonden: concerten van 45 minuten die zijn gefilmd alsof het om bootlegs gaat. Ook werden de banden met Nederland aangehaald door opnamen te maken van het Eurosonicfestival.
Sinds 2010 wordt twee keer per jaar het meerdaagse Crossroads Festival georganiseerd, met concerten van zowel nieuwe als gevestigde acts. Bands uit de Duitstalige landen worden gevolgd in het 30 minuten durende Rockpalast Backstage. Ook kwamen er registraties van andere festivals zoals Reggae Summerjam.
Speciaal voor het twintigjarig jubileum van de Duitse band In Extremo keerde Rockpalast in september 2015 terug naar Loreley.
Op 28 juli 2017 vierde Rockpalast zijn 40-jarig jubileum met een documentaire, een best-of marathon en de herhaling van de eerste Rocknacht uit 1977.
In augustus 2020 zond Rockpalast de Corona Sessions uit met optredens van twaalf acts op evenzoveel locaties.
Gedurende de rest van de lockdown volgde een reeks Offstage-concerten.

### Lijst van bands
Onvolledig overzicht van bands die in het programma hebben opgetreden. Diverse concerten zijn verkrijgbaar op dvd.
- Apocalyptica
- Joan Baez
- BAP
- Black Uhuru
- David Bowie
- Roy Buchanan
- Herman Brood & His Wild Romance
- Carmel
- Cheap Trick
- Chicago
- Tim Christensen
- Chumbawamba
- Jimmy Cliff
- Ry Cooder
- Colour Haze
- Deep Purple
- Mink DeVille
- DeWolff
- Dire Straits
- Dr. Hook & The Medicine Show
- Ian Dury and the Blockheads
- Edguy
- Electric Light Orchestra
- Elvis Costello and the Attractions
- Fun Boy Three

- Peter Gabriel
- Rory Gallagher
- Garbage
- The J. Geils Band
- Golden Earring
- Gov't Mule
- Grateful Dead
- Guru Guru
- Peter Hammill
- Bruce Hornsby
- Irish Coffee
- Joe Jackson
- Kyuss
- Level 42
- David Lindley
- Little Feat
- Lynyrd Skynyrd
- Madness
- Marillion
- Bob Marley & the Wailers
- Mother's Finest
- Muse
- Nena
- Ted Nugent
- The Offspring

- Mike Oldfield
- Patti Smith Group
- Tom Petty & the Heartbreakers
- Phish
- The Police
- Porcupine Tree
- The Pretenders
- Them Crooked Vultures
- Rainbow
- Chris Rea
- Lou Reed
- R.E.M.
- Rio Reiser
- Tom Robinson
- Mitch Ryder
- Santana
- John Scofield Trio
- Smashing Pumpkins
- Sniff 'n' the Tears
- Soft Machine
- Spirit
- Steel Pulse
- Mick Taylor
- Téléphone
- Ten Years After
- The Band

- The Jam
- Queens of the Stone Age
- The Smiths
- The Who
- Thin Lizzy
- George Thorogood
- Robin Trower
- Pixies
- Exodus
- Trust
- U2
- UB40
- Van der Graaf Generator
- Van Morrison
- Stevie Ray Vaughan & Double Trouble
- Andreas Vollenweider
- Tom Waits
- Muddy Waters
- Weather Report
- Paul Weller
- Snowy White
- Edgar Winter
- Johnny Winter
- Wire
- Wishbone Ash
- Neil Young
- ZZ Top